# Javînka, Cernihiv
Javînka (în ucraineană Жавинка) este un sat în comuna Kîiinka din raionul Cernihiv, regiunea Cernihiv, Ucraina.

###### Demografie
Componența lingvistică a localității Javînka
     Ucraineană (95,26%)
     Rusă (4,74%)
Conform recensământului din 2001, majoritatea populației localității Javînka era vorbitoare de ucraineană (95,26%), existând în minoritate și vorbitori de rusă (4,74%).
Oameni celebrici
Kolomiets, Piotr Leontievici